# Villa Paletti
Villa Paletti ist ein von Bill Payne entworfenes Bau- und Geschicklichkeitsspiel für zwei bis vier Spieler ab acht Jahren, eine Partie dauert zwischen 15 und 30 Minuten. 

## Spielregeln
Im Erdgeschoss beginnend wird dabei Ebene für Ebene die Villa Paletti aufgebaut, indem von den Spielern reihum Säulen in drei verschiedenen Stärken der jeweiligen Farbe des Spielers auf die oberste Ebene gesetzt werden – dabei sind die Ebenen alle unterschiedlich geformt, was das geschickte Platzieren erschwert, mit jedem Geschoss wird das Gebilde fragiler. Eine neue Ebene wird aufgelegt, wenn der aktuelle Spieler meint, keine Säule mehr von unten entnehmen zu können, ohne das Gebäude zum Einsturz zu bringen. Meint ein gegnerischer Spieler, dies gehe doch, so kann er sich daran versuchen und bei Erfolg diese entnommene Säule aus dem Spiel verbannen. Das Spiel ist beendet, sobald das Bauwerk einstürzt oder niemand mehr eine Säule entnehmen kann. Der Sieger errechnet sich ausschließlich nach den auf der obersten Ebene stehenden Säulen. Dicke Säulen zählen mehr als dünne (3, 2 und 1 Punkt).

## Allgemeines

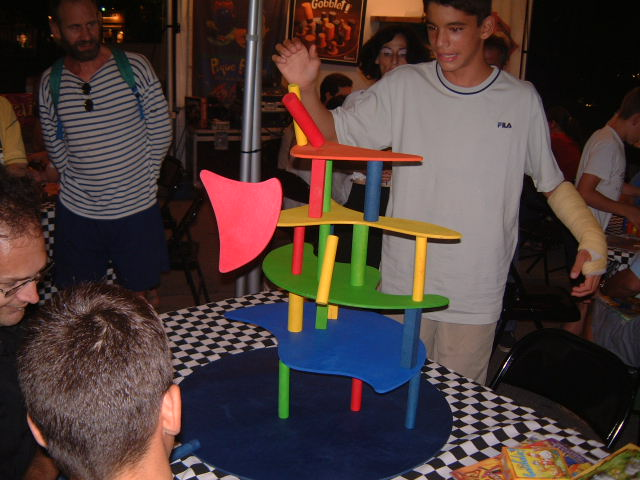
Verloren! Die Villa aus der großen Variante Palazzo Paletti stürzt gerade ein.

Erschienen ist Villa Paletti im Jahre 2001 im Zoch-Verlag. Es ist für zwei bis vier Spieler konzipiert und richtet sich an Personen ab etwa 8 Jahren. Das Spiel wurde 2002 zum Spiel des Jahres gekürt. Es existiert auch eine doppelt große Version des Spieles, das sich dann Palazzo Paletti nennt.